# داين كلارك
داين كلارك (بالإنجليزية: Dane Clark)‏ مواليد 26 فبراير 1912 في بروكلين، الولايات المتحدة - الوفاة 11 سبتمبر 1998 في سانتا مونيكا، الولايات المتحدة، هو ممثل أمريكي بدأ مسيرته الفنية سنة 1935. من أعماله كبرياء اليانكيز. امتدت مسيرته الفنية لأكثر من 54 عاما.

## روابط خارجية
- داين كلارك على موقع IMDb (الإنجليزية)
- داين كلارك على موقع ألو سيني (الفرنسية)
- داين كلارك على موقع أول موفي (الإنجليزية)
- داين كلارك على موقع قاعدة بيانات برودواي على الإنترنت (الإنجليزية)
- داين كلارك على موقع قاعدة بيانات الأفلام السويدية (السويدية)
- داين كلارك على موقع إن إن دي بي (الإنجليزية)
- داين كلارك على موقع قاعدة بيانات الفيلم (الإنجليزية)
- داين كلارك على موقع كينوبويسك (الروسية)